# モコ山
モコ山（モコさん、ポルトガル語: Morro do Moco）は、アンゴラで最も高い山であり、標高は2,620m（8,596フィート）である。アンゴラ西部ウアンボ州に位置している。

## 脚註
1. ↑  http://www.peakbagger.com/peak.aspx?pid=11210
2. ↑  Merriam-Webster's Geographical Dictionary, Third Edition, p. 754.